# Ayşe Kırca
Ayşe Kırca (* 2. Mai 1994 in Istanbul) ist eine türkische Schauspielerin.

## Leben und Karriere
Kırca wurde am 2. Mai 1994 in Istanbul geboren. Sie ist die Tochter von Oya Başar und Levent Kırca, die ebenfalls Schauspieler sind. Danach studierte sie vier Jahre lang Schauspiel an der New York Film Academy.
Ihr Debüt gab sie 2015 in dem Kurzfilm Immortality in Blue. Anschließend war Kırca 2016 in dem Film Carry Pilby zu sehen. Von 2020 bis 2021 spielte sie in der Fernsehserie Sol Yanım mit. Zwischen 2022 und 2023 bekam sie in der Serie Gelsin Hayat Bildiği Gibi eine Hauptrolle.

## Filmografie
Filme
- 2015: Immortality in Blue
- 2016: Carry Pilby

Serien
- 2020–2021: Sol Yanım
- 2022–2023: Gelsin Hayat Bildiği Gibi